# Schoenherria vervex
Schoenherria vervex är en skalbaggsart som beskrevs av Sharp 1876. Schoenherria vervex ingår i släktet Schoenherria och familjen Melolonthidae. Inga underarter finns listade i Catalogue of Life.